# Nadeschda Petrowna Lamanowa

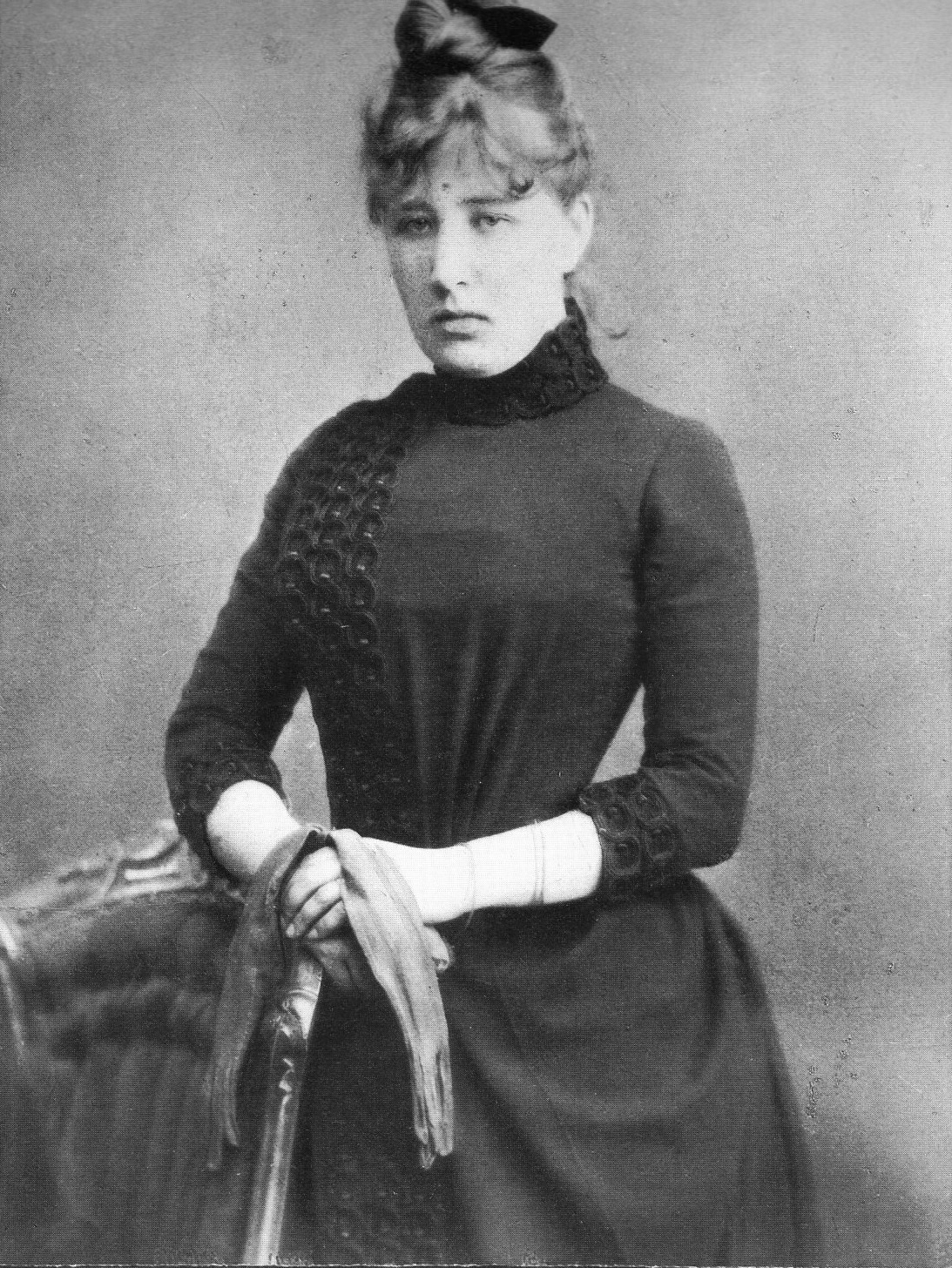
Nadeschda Petrowna Lamanowa (A. O. Karelin, 1880er Jahre)

Nadeschda Petrowna Lamanowa (russisch Надежда Петровна Ламанова; * 14. Dezemberjul. / 26. Dezember 1861greg. in Schutilowo (Rajon Perwomaisk); † 15. Oktober 1941 in Moskau) war eine russische Modedesignerin.

## Leben
Lamanowa war die Älteste der 5 Töchter des Obersten Pjotr Michailowitsch Lamanow aus einer verarmten Adelsfamilie und der Generalmajorstochter Nadeschda Alexandrowna. Sie besuchte die siebenjährige Marienschule für Mädchen 1. Ordnung (ab 1883 Mariengymnasium für Mädchen) in Nischni Nowgorod. Sie absolvierte dann noch freiwillig die 8. Klasse, worauf sie Geographie an Bauernschulen unterrichten durfte.
Nach dem Schulabschluss verließ Lamanowa ihr Elternhaus und ging nach Moskau, wo sie dank der Unterstützung der Fürstin Alexandra Nikolajewna Strekalowa und ihrer Tochter Natalja Stepanowna Lieven zunächst die O.-A.-Suworowa-Schule für Zuschneiden und Nähen absolvieren konnte. Nach der zweijährigen Ausbildung begann sie 1879 in der Woitkewitsch-Werkstatt zu arbeiten und wurde bald eine führende Zuschneiderin.
1885 eröffnete Lamanowa in Moskau ihr eigenes Geschäft und dazu eine kostenlose Schule für angewandte Kunst. Bereits nach wenigen Jahren war sie sehr bekannt und beliebt bei Künstlern, Schauspielern und Regisseuren. Sie reiste nach Paris, um Modekollektionen bekannter Meister kennenzulernen und Bücher über Geschichte, Malerei und Ethnographie zu lesen. Sie studierte die Geschichte der Nationaltracht im Hinblick auf die Beliebtheit volkstümlicher Motive in den höchsten Kreisen. 1898 wurde sie zur Hoflieferantin der Großfürstin Jelisaweta Fjodorowna und 1904 zur Hoflieferantin der Kaiserin Alexandra Fjodorowna ernannt. Ende der 1890er Jahre heiratete sie den jungen Juristen und Amateurschauspieler Andrei Pawlowitsch Kajutow. Die Ehe blieb kinderlos. Sie spendeten regelmäßig für ein städtisches Kinderheim.

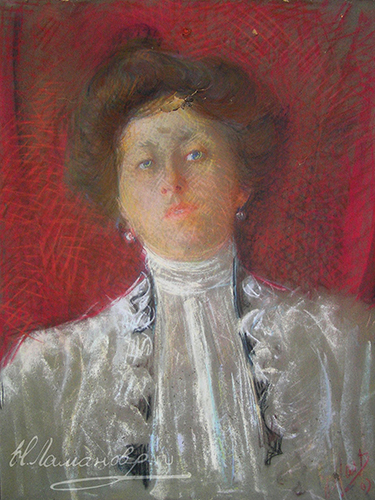
Nadeschda Petrowna Lamanowa (J. S. Chast, 1903)

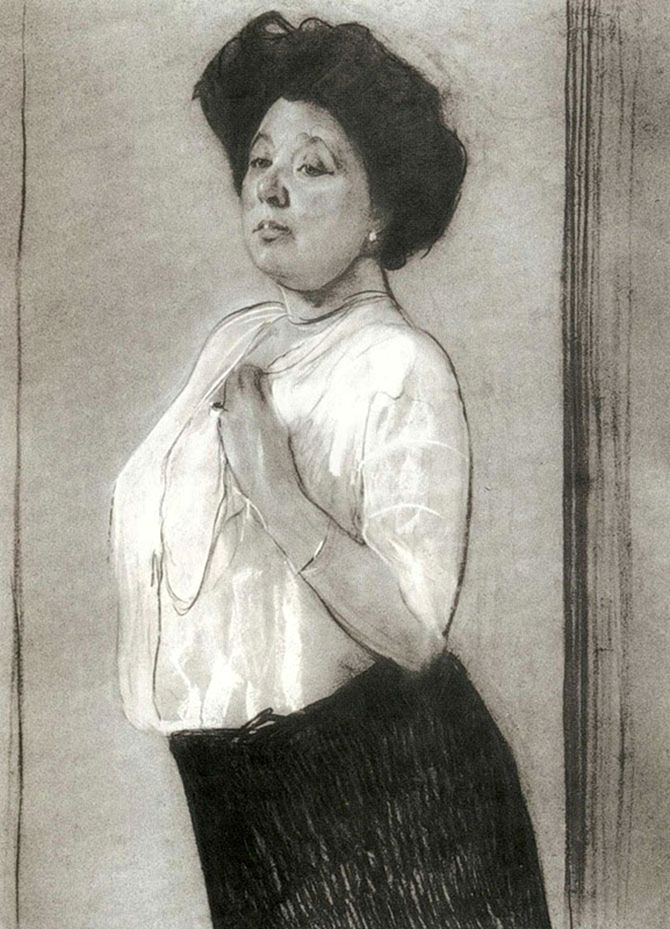
Nadeschda Petrowna Lamanowa (W. A. Serow, 1911)

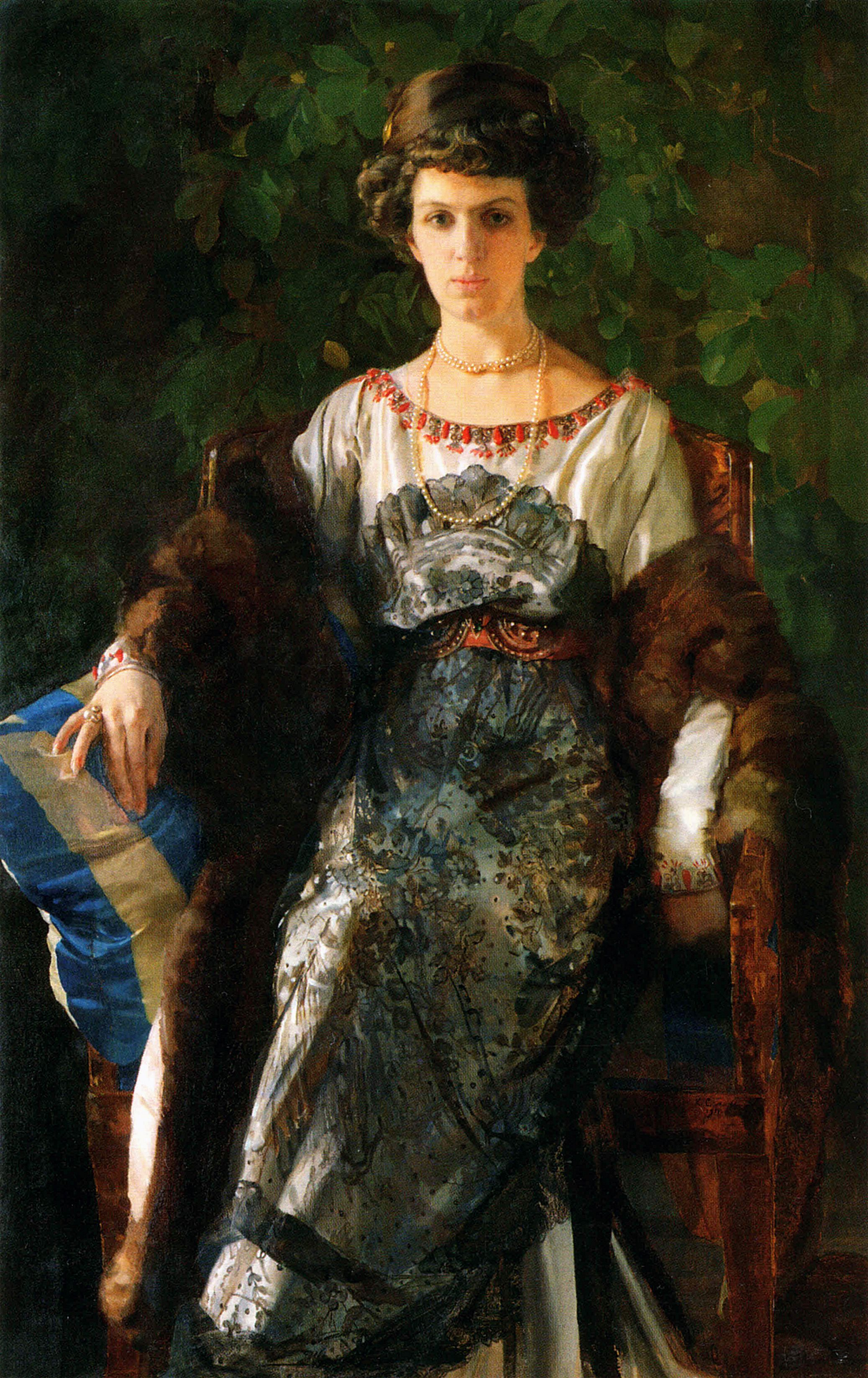
Jewfimija Pawlowna Nossowa in einem Kleid Nadeschda Petrowna Lamanowas (K. A. Somow, 1911, Tretjakow-Galerie)

1901 wurde Lamanowa von Konstantin Sergejewitsch Stanislawski zur Arbeit im Moskauer Kunsttheater eingeladen, wo sie bis zu ihrem Tode wirkte. 1908 richtete sie sich ihr Atelier in ihrem eigenen von dem Architekten Nikita Gerassimowitsch Lasarew erbauten Haus am Moskauer Twerskoi Bulwar 10 ein. 1911 schuf sie ein Kleid für Jewfimija Pawlowna Nossowa, das auf ihrem Porträt von Konstantin Andrejewitsch Somow in der Tretjakow-Galerie zu sehen ist.
Nach der Oktoberrevolution wurde die ehemalige Hoflieferantin Lamanowa 1919 verhaftet und nur dank der Intervention Maxim Gorkis nach zweieinhalb Monaten wieder freigelassen. Sie entwickelte nun einfache Modelle für die breite Bevölkerung. Gleichzeitig beschäftigte sie sich mit Kleidung nach dem Vorbild der russischen Volkstrachten. Ab 1921 arbeitete sie im Moskauer Wachtangow-Theater. 1922 wurde sie Mitglied der Akademie der Kunstwissenschaften. 1925 gab sie zusammen mit Wera Ignatjewna Muchina ein Album über die Kunst im Alltag heraus. Im gleichen Jahr wurden ihre Modelle auf der Exposition internationale des Arts Décoratifs et industriels modernes ausgestellt und mit einem Grand Prix ausgezeichnet. Ihre Kleider im russischen Stil erregten großes Aufsehen und wirkten stilbildend. 1926 bekam sie den Auftrag, für den Export Modelle nach Motiven der nordischen Völker zu entwerfen. Für eine Ausstellung in Leipzig entwarf sie eine Pelzkollektion, und 1929 nahm sie an einer Ausstellung in New York teil. 1928 war ihr das Wahlrecht entzogen worden, weil sie zwei Künstler beschäftigte. 1930 wurde sie Leiterin einer Werkstatt des Mechkombinats.
Lamanowa schuf Kostüme für Eisensteins Alexander Newski und weitere Eisenstein-Filme sowie für Filme von Grigori Wassiljewitsch Alexandrow und Jakow Alexandrowitsch Protasanow.
Lamanowas jüngere Schwester Marija Petrowna war Hutmacherin geworden und half ihrer Schwester nach der Oktoberrevolution. Die drittälteste Schwester Jekaterina Petrowna heiratete in St. Petersburg den Schauspieler des Kaiserlich-Russischen Dramatischen Theaters Alexander Semjonowitsch Schwarzschild und betrieb eine Damenschneiderei. Die jüngste Schwester Sofja Petrowna (* 1880) heiratete den Bildhauer Konstantin Kracht (1868–1919). Der Bildhauer Wsewolod Lischew war ein Vetter Lamanowas.
Lamanowa starb nach Beginn des Deutsch-Sowjetischen Krieges während der Evakuierung Moskaus. Wegen des ständigen Beschusses war eine normale Beerdigung nicht möglich, so dass sie eingeäschert wurde. Ihr Grab befindet sich auf dem Wagankowoer Friedhof.
Seit 1994 führen das Moskauer Modehaus Slawa Saizews und ein weiteres Modehaus den Nadeschda-Lamanowa-Wettbewerb für Modedesigner durch. 2016 fand die erste wissenschaftlich-praktische Konferenz des Saizew-Modehauses zur russischen Mode statt, die dem Leben und Werk Lamanowas gewidmet war.